# Postrzyżyny mnisze
Postrzyżyny mnisze – w prawosławiu obrzęd przyjęcia posłusznika lub posłusznicy do stanu mniszego. Jego forma jest identyczna dla wszystkich Cerkwi autokefalicznych.

## Historia obrzędu
W początkowej fazie rozwoju ruchu monastycznego szczególny rytuał związany z przyjmowaniem nowicjusza do stanu mniszego nie był znany. Atanazy Wielki w żywocie Antoniego Pustelnika nie wspomina ani o tego rodzaju ceremonii, ani nawet o składaniu ślubów mniszych. Informacja o ceremonii postrzyżyn mniszych jest natomiast zawarta w pismach Teodora Studyty.

## Przebieg postrzyżyn
Do przyjęcia postrzyżyn mniszych dopuszczane są osoby, które odbyły okres nowicjatu (cs. posłuszanije), a ich rozwój duchowy został oceniony pozytywnie (zwyczajowo nowicjat trwa trzy lata). Przed obrzędem posłusznik spowiada się z całego życia. Zwyczajowo postrzyżyn dokonuje biskup, w którego jurysdykcji pozostaje dany monaster, lub przełożony wspólnoty. Prawo do dokonania obrzędu postrzyżyn, za błogosławieństwem biskupa lub przełożonego, ma jednak każdy mnich, nie może natomiast uczynić tego kapłan sam niebędący mnichem.
W tradycji prawosławnej istnieją trzy stopnie postrzyżyn mniszych: riasoforne, małej i wielkiej schimy.

### Postrzyżyny riasoforne
Obrzęd ten upoważnia doświadczonego posłusznika do noszenia niektórych szat mniszych, nie łączy się natomiast ze złożeniem ślubów wieczystych (śluby czasowe nie funkcjonują w tradycji prawosławnej w ogóle). Ceremonia rozpoczyna się odczytaniem Trisagionu, modlitwy Ojcze nasz i troparionów pokutnych. Następnie udzielający postrzyżyn dziękuje Bogu za wyzwolenie posłusznika od pełnego grzechów życia świeckiego i skierowanie go do życia anielskiego w monasterze. W drugiej modlitwie prosi o udzielenie mu łask i wsparcia w życiu mniszym. Następnie odbywa się właściwy moment postrzyżyn, czyli obcięcie czterech pasm włosów połączone z nakreśleniem znaku krzyża na głowie posłusznika i wypowiedzeniem słów W imię Ojca i Syna i Ducha Świętego. Następnie postrzyżony otrzymuje riasę i kamiławkę. Przy postrzyżynach riasofornych nie jest konieczne wyznaczenie imienia zakonnego, posłusznik może zachować imię otrzymane na chrzcie. Zachowuje także prawo do opuszczenia monasteru, jednak jest to wysoce niezalecane.

### Postrzyżyny małej schimy
Ceremonia ta łączy się ze złożeniem ślubów wieczystych i ostatecznie wprowadza kandydata do stanu zakonnego. Jej symbolika ukazuje śmierć mnicha dla życia doczesnego i powtórne narodziny dla nowego życia, poświęconego Bogu i dążeniu do zbawienia
Tradycyjnie ceremonia powinna odbywać się podczas Świętej Liturgii, po Małym Wejściu, może jednak zostać przeniesiona na zakończenie wieczerni lub całonocnego czuwania. Odbywa się przy zgaszonych światłach w cerkwi, którą oświetlają jedynie świece trzymane w dłoniach przez zgromadzonych mnichów asystujących przy obrzędzie.
Przystępujący do postrzyżyn symbolicznie wyrzeka się wszystkiego, co proponuje życie świeckie, wchodząc do przedsionka cerkwi w białej długiej koszuli, boso. Następnie dwaj wyznaczeni mnisi doprowadzają go przed carskie wrota ikonostasu, przykrywając swoimi mantiami, podczas gdy chór śpiewa troparion Ojcowskie objęcia odnoszący się do historii syna marnotrawnego. Kandydat kładzie się krzyżem (lub stoi z pochyloną głową) przed oczekującym go przełożonym monasteru lub biskupem. Ten zadaje mu kolejne pytania, które mają sprawdzić, czy powołanie danej osoby jest szczere, czy jest ona gotowa pozostać w klasztorze do końca życia, zachowywać ubóstwo, posłuszeństwo i czystość, definitywnie wyrzec się życia świeckiego, znosić w imię przyszłego zbawienia wszystkie niedogodności i cierpienia. Na każde pytanie posłusznik odpowiada twierdząco. Następnie udzielający postrzyżyn czyta lekcję o tym, jak powinien żyć mnich i wygłasza trzy modlitwy, w których prosi Boga kolejno o kierowanie nowego mnicha do pełni prawdy, udzielenie mu łaski Ducha Świętego i włączenie do grona zbawionych.
Następnie udzielający postrzyżyn kładzie nożyczki na otwartej Ewangelii i oznajmia Oto Chrystus niewidzialnie tu stoi. Uważaj, albowiem nikt nie przymusza cię, abyś przystąpił do tego stanu. Uważaj, albowiem sam z własnej woli pragniesz rękojmi wielkiego stanu anielskiego. Kandydat ponownie potwierdza zamiar zostania mnichem. Wtedy biskup lub przełożony monasteru rzuca nożyce na ziemię i poleca mu podniesienie ich. Gest ten powtarzany jest trzykrotnie. Za trzecim razem udzielający postrzyżyn oznajmia: Oto z ręki Chrystusa przyjmujesz je:  bacz, komu składasz obietnice, do kogo przystępujesz i kogo się wyrzekasz. Po tych słowach ścina cztery pasma włosów kandydata w ten sam sposób, co przy postrzyżynach riasofornych, ogłaszając Brat nasz (imię) strzyże włosy swojej głowy na znak wyrzeczenia się tego świata i wszystkiego, co w nim, na znak wyrzeczenia się swej woli i wszystkich namiętności w imię Ojca i Syna i Ducha Świętego. W momencie tym zwraca się do mnicha po raz pierwszy nowym imieniem. Kandydat nie ma wpływu na to, jakie imię otrzyma. Może zostać ono wcześniej wylosowane z kilku propozycji lub wybrane całkowicie dowolnie przez osobę, która dokonuje postrzyżyn. Posłusznik nie ma prawa sam dokonać wyboru nowego imienia.
W ostatniej części obrzędu mnich otrzymuje pozostałe elementy stroju zakonnego, które nie zostały mu wręczone w czasie postrzyżyn riasofornych: podriasnik, paraman, skórzany pas, mantię, czarny kłobuk i czotki. Na koniec otrzymuje krzyż i charakterystycznie wygiętą świecę, symbolizującą zmianę, jaka dokonała się w jego życiu. Po postrzyżynach mnich pozostaje przez kilka dni w świątyni, nie wykonuje w monasterze żadnych prac, a jedynie uczestniczy w nabożeństwach i modli się indywidualnie, czyta Ewangelie i psalmy.

### Postrzyżyny wielkiej schimy
Mnich małej schimy, który pragnie całkowicie odłączyć się od świata i poświęcić wszystkie swoje działania jedynie Bogu, może przyjąć postrzyżyny wielkiej schimy. Rytuał ten powtarza zasadnicze elementy postrzyżyn małej schimy, jest jednak odprawiany z większym jeszcze dostojeństwem i surowością. Ceremonia ta odbywa się w czasie Świętej Liturgii, po Małym Wejściu, po którym śpiewane są troparion dnia oraz szczególne, związane z odbywającą się uroczystością tropariony i antyfony pokutne. Wielki schimnik otrzymuje również nowe szaty – anaław, wielki paraman i czarny kukol.